# Chunyang-myeon, Bonghwa-gun
Chunyang-myeon (koreanska: 춘양면, 春陽面) är en socken i den östra delen av Sydkorea, 190 km öster om huvudstaden Seoul. Den ligger i kommunen Bonghwa-gun i provinsen Norra Gyeongsang. 